# Lakistes

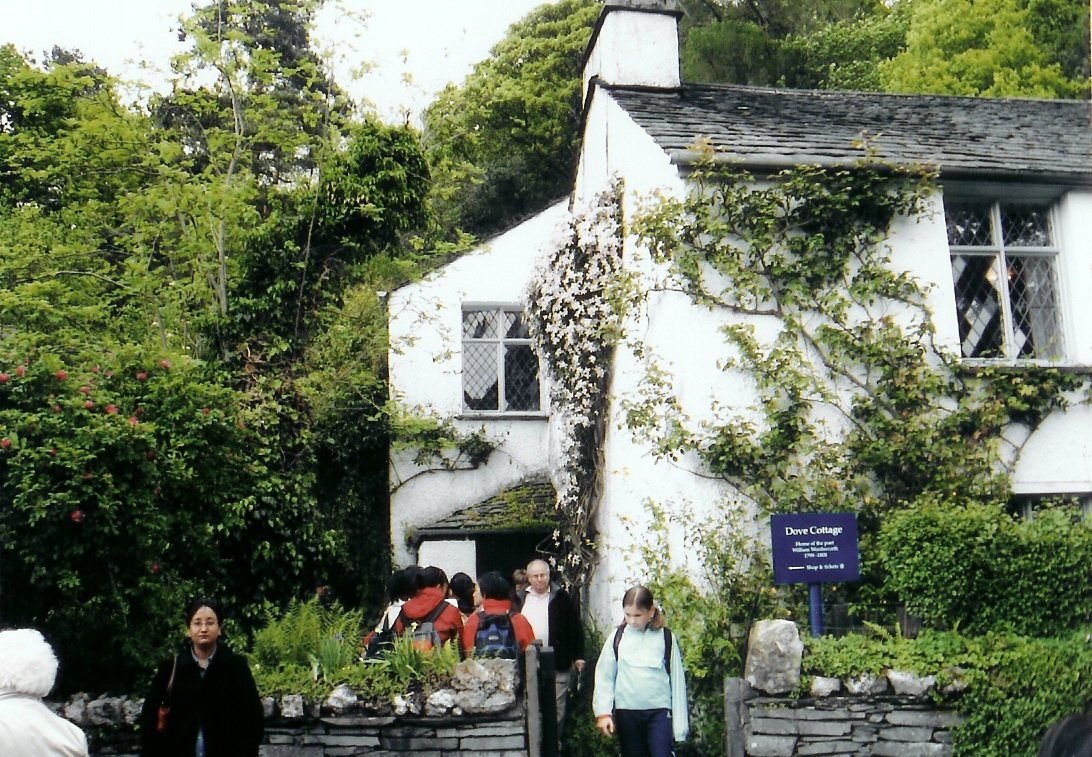
Dove Cottage près de Grasmere en Cumbria dans la région des lacs. William et Dorothy Wordsworth ont vécu ici.

Le mot Lakiste, formé à partir de l'anglais lake qui veut dire lac, désigne les poètes de la fin du XVIIIe siècle et du début du XIXe. Leur surnom vient du fait qu'ils ont décrit le Lake District, la région du nord-ouest de l'Angleterre, où ils avaient décidé de vivre.

## Histoire
Les trois plus célèbres des poètes qui appartinrent à ce mouvement furent William Wordsworth, Coleridge, Robert Southey ; ils publièrent en 1798, un recueil collectif anonyme de Ballades lyriques qui contient entre autres le chef-d'œuvre de Coleridge : la Ballade du vieux marin.  Quand Coleridge rencontre Wordsworth, ce dernier vient de quitter Orléans car la Révolution a éclaté en France. Coleridge l'initie à l'idéalisme mystique auquel il apportera un souffle moral et humain. Puis, ils vont s'installer dans le Somerset, sur les bords du lac Cumberland, et c'est à cet endroit là qu'ils élaborent les Ballades lyriques, qui constituent le manifeste de la doctrine littéraire lakiste.

## Doctrine
Wordsworth transfigurait son amour de la nature et de la simplicité, et exaltait la réalité familière par une sensibilité contrôlée. Coleridge voulait, quant à lui, rendre sensible le monde de l'apparence et du surnaturel : tous les deux parvinrent à la fusion du réel et de l'idéal. En se débarrassant du lyrisme guindé et des formules artificielles, Wordsworth replace l'homme dans la simplicité de la nature, et ouvre ainsi la voie au romantisme.

## Autres poètes lakistes
- Thomas De Quincey
- Charles Lamb
- Thomas Temple
- Walter Scott